# Felines Coronavirus
Das Feline Coronavirus (FCoV; Spezies Alphacoronavirus suis, veraltet Alphacoronavirus 1) ist ein Katzen (Felis spp.) befallendes Virus aus der Familie Coronaviridae.
Ursprünglich ging man davon aus, dass zwei verschiedene Corona-Viren bei Katzen auftreten:
1. Die stark virulente Form verursacht die feline infektiöse Peritonitis und wurde seit ihrer Entdeckung 1968 als Felines Infektiöses Peritonitis-Virus (FIPV) bezeichnet. Dessen Zuordnung zu den Coronaviren ist seit Ende der 1970er Jahre anerkannt.
2. Ein dem FIPV ähnliches Virus, das jedoch nur subklinische oder milde Darminfektionen verursacht, wurde 1981 beschrieben. Es wurde zunächst Felines Enterales Coronavirus (FECV) genannt. FECV-Infektionen sind häufig und kommen weltweit vor. Am empfänglichsten sind Katzenwelpen im Alter von sechs bis zwölf Wochen. Eine FECV-Infektion führt meist zu Durchfällen und Erbrechen mit nachfolgender Austrocknung. Die Behandlung richtet sich vorwiegend auf einen Ausgleich des Flüssigkeitsmangels durch parenterale Gabe von Elektrolytlösung als Depot unter der Haut, seltener als intravenöse oder intraossäre Infusion.

1987 stellte Pedersen die Hypothese auf, dass FECV und FIPV ein Virus darstellen und sich lediglich hinsichtlich ihrer Virulenz unterscheiden. 1998 gelang seiner Arbeitsgruppe der Nachweis, dass das FIPV lediglich eine Mutation des FECV darstellt (Vennema, H. et al.). Ab 2000 setzte sich der Begriff Felines Coronavirus (FCoV) als Erregerbezeichnung durch.

## Systematik
Das NCBI kennt innerhalb der Spezies Alphacoronavirus suis (syn. Alphacoronavirus 1) u. a. folgende Mitglieder:
- Spezies: Alphacoronavirus suis (früher Alphacoronavirus 1)
  - Canines Coronavirus
  - Felines Coronavirus
    - Acinonyx jubatus coronavirus
    - Felines Coronavirus RM
    - Felines Coronavirus UU2, UU3, UU4, UU5, UU7, UU8, UU9, UU10, … UU23, … UU54 (nicht alle Nummern sind besetzt)
    - Feline enteric coronavirus (strain 79-1683)
    - Feline infectious peritonitis virus (strain 79-1146)
    - Felines Coronavirus 23 (FCov-23)[6]

  - Swine enteric coronavirus
  - Transmissible gastroenteritis virus
    - Porcine respiratory coronavirus

## Felines Coronavirus 23
Im Dezember 2023 wurde bekannt, dass auf Zypern tausende Katzen an einer FIP-Variante starben, die durch eine Felines Coronavirus-23 (FCoV-23) genannte Rekombinante des ursprünglichen Felinen Coronavirus (FCoV) und des Hunde-Coronavirus (Canines Coronavirus, CCoV) verursacht wird. Als Medikation zeigten sich die Mittel Molnupiravir und GS-441524 offenbar erfolgreich. Die Krankheit hatte sich zu diesem Zeitpunkt bereits nach England ausgebreitet.